# Alex Kidd in Miracle World
Alex Kidd in Miracle World  (Japans: アレックスキッドのミラクルワールド; Arekkusu Kiddo no Mirakuru Wārudo) is het eerste spel waarin hoofdfiguur Alex Kidd zijn intrede doet. Het spel is in Japan op 1 november 1986 uitgebracht door Sega voor de Sega Master System. Het spel is een platformspel en moest de concurrentie aangaan met Super Mario Bros.. Alex Kidd in Miracle World wordt beschouwd als een klassieker voor de Master System.
Alex Kidd in Miracle World was in eerste instantie verkrijgbaar op een spelcartridge. Vanaf 1990 werd het spel ingebouwd in bepaalde revisies van de Sega Master System, waaronder enkele Amerikaanse en Europese versies van de Sega Master System II en enkele Europese versies van de Master System I. De latere ingebouwde versie verschilt iets van de originele spelcartridge versie; dit kan gezien worden in het kaartscherm tussen de levels door. In de originele versie eet Alex Japanse onigiri, en in de latere versie eet hij een hamburger. Een andere groot verschil is de besturing; de originele versie gebruikt knop 1 om te springen en knop 2 om te slaan. Omdat deze combinatie voor velen onnatuurlijk aanvoelde is dit in de latere versie omgedraaid.

## Verhaal
Alex Kidd is een jongen die leeft op de planeet Aries. Zeven jaar lang heeft hij op de Eternal-berg een eeuwenoude kunst bestudeerd genaamd Shellcore. Deze kunst maakt iemand zo sterk dat hij stenen in stukjes kan slaan. Op een dag, toen hij naar zijn thuisland terugkeerde, kwam hij een stervende man tegen die hem vertelde dat de stad Radactian in groot gevaar was. Voordat hij zijn laatste adem uitblies gaf hij Alex een kaart en een medaille gemaakt van Zonnesteen.
Al snel werd duidelijk dat Janken the Great, keizer van de planeet Janbarik, de boosdoener is. Zijn plan is om de prachtige stad van Radactian over te nemen en voor altijd te regeren. Zoals elke slechte leider heeft Janken een troep toegewijde volgers: Parplin the Pursuer, Chokkina the Sly en Gooseka the Slippery. Daarnaast heeft hij vele helpers uit de dierenwereld zoals vogels, zeepaarden, vleermuizen, apen, kikkers enz.
Om er voor te zorgen dat Janken the Great Radactian niet kan overnemen heeft Alex de taak om door The Miracle World te reizen en Janken en zijn volgers te verslaan.

## Gebieden
Er zijn zeventien verschillende levels in The Miracle World waardoor Alex moet reizen.
1. Mount Eternal
2. Level 2
3. Lake Fathom
4. Island of Saint Nurari
5. Level 5
6. Village of Namui
7. Mount Kave
8. Blakwoods
9. Level 9
10. Bingoo Lowland
11. Radaxian Castle
12. City of Radaxian
13. Level 13
14. Kingdom of Nibana
15. Level 15
16. Castle of Janken the Great
17. Cragg Lake

## Personages

### Protagonisten
- Alex Kidd: het hoofdpersonage die de speler bestuurt in het spel.
- King Thunder: de echte vader van Alex. Wordt naar verwezen in het verhaal, maar maakt geen daadwerkelijke verschijning tot Alex Kidd in the Enchanted Castle.
- Saint Nurari: de spirituele vader van Alex die de speler ontmoet in level 4, the Island of Saint Nurari.
- Patricia: de moeder van Alex. Zij is ontvoerd door Janken the Great en opgesloten in the Castle of Janken the Great (level 16). Je bevrijdt haar op het moment dat je Janken verslaat.
- Egle: de tweelingbroer van Alex. Ook Egle is ontvoerd door Janken the Great en opgesloten in een kooi in de Radactian Castle (level 11).
- High Stone: de koning van Nibana. Hij bevindt zich in the Kingdom of Nibana (level 14) en geeft je de Hirotta Stone als jij hem de brief geeft.
- Prinses Lora: de verloofde van Egle.

### Antagonisten
- Parplin the Pursuer: een helper van Janken the Great. Zijn hoofd heeft de vorm van een open hand, het symbool voor papier. Alex ontmoet deze baas in Level 2 en Radaxian Castle (level 11). De tweede keer dat ze elkaar ontmoeten vindt er naast het gebruikelijke Jankenspel een gevecht plaats.
- Chokkina the Sly: een helper van Janken the Great. Zijn hoofd heeft de vorm van een hand met twee vingers omhoog, het symbool voor schaar. Dit is de eindbaas van Mount Kave (level 7) en de City Of Radaxian (level 12). De tweede keer dat ze elkaar ontmoeten vindt er naast het gebruikelijke Jankenspel een gevecht plaats.
- Gooseka the Slippery: een helper van Janken the Great. Zijn hoofd heeft de vorm van een gebalde vuist, het symbool voor steen. Deze baas staat aan het einde van Bingoo Lowland (level 10) en level 15. De tweede keer dat ze elkaar ontmoeten vindt er naast het gebruikelijke Jankenspel een gevecht plaats.
- Janken the Great: de eindbaas en grote vijand van Alex. Dit laatste gevecht vindt plaats in het kasteel van Janken the Great (level 16).
- Ox: deze baas ontmoet Alex in the Village of Namui (level 6). De os gaat steeds harder lopen naarmate hij meer geraakt is.
- Grizzley Bear: dit is de eindbaas van Blakwoods (level 8). De beer heeft een zwaard waarmee hij Alex probeert te raken. Daarnaast wordt hij ondersteunt door een aap die steentjes gooit.

## Voorwerpen

### Boxen
- Gele box met ster: Hierin zitten geldzakken. De grote geldzakken bevatten $20 en de kleine geldzakken bevatten $10. Let op: De (grote) geldzakken die al zichtbaar zijn in het speelveld, en dus niet in een box zitten, zijn maar $10 waard.
- Gele box met vraagteken: Hierin kan een power bracelet, een Alex Kidd of een ghost zitten. Een spook probeert bezit van je te nemen, waardoor je een leven zult verliezen.
- Gele box met doodskop: op het moment dat je een gele box met een doodskop er op kapotslaat is Alex voor korte tijd verlamd.
- Roze box met doodskop: spring over deze boxen heen, want er zit een spook in verstopt.
- Roze box (met variërende tekens als een zon, ster etc.): deze paarse boxen bevatten een belangrijk geheim.

### Winkels
De volgende voorwerpen kunnen in de winkels gekocht worden. Let op: het aanbod verschilt per winkel!
- Teleportpowder ($100): dit magische poeder maakt je onzichtbaar voor tegenstanders zodat je recht door hen heen kunt lopen.
- Power bracelet ($100): (zie Boxen)
- Alex Kidd ($500): (zie Boxen)
- Cane of Flight ($120): deze staf geeft je zoveel fysieke kracht dat je eventjes kunt vliegen.
- Magic Capsule A ($100): met deze magische capsule roept Alex 8 kleine vrienden op die hem helpen.
- Magic Capsule B ($120): gooi deze magische capsule en er zal een barrière om Alex verschijnen die hem voor korte tijd zal beschermen.
- Sukopako Motorcycle ($200): niet alleen is deze motor erg snel, het gaat ook door rotsen heen. Het kan niet door het water, en niet in zijn achteruit.
- Peticopter ($200): dit is een soort helikopter die voortbewogen wordt door te trappen. De peticopter is uitgerust met raketten.

### Schatten
- Sun Stone Medallion: dit item heeft Alex al op het begin van het spel in zijn bezit. Samen met de Moonlight Stone Medallion kan de laatste kamer, die de gouden kroon bevat, betreden worden.
- Moonlight Stone Medallion: deze medaille laat Janken the Great achter als je hem verslaat. Samen met de Sun Stone Medallion kan de laatste kamer, die de gouden kroon bevat, betreden worden.
- Gold Crown: de gouden kroon heeft magische krachten, maar kan niet verkregen worden zonder de Moonlight Stone en Sun Stone Medallions. Op het moment dat de gouden kroon aangeraakt wordt is Radaction bevrijdt en het spel uitgespeeld.
- Hirotta Stone: deze geëncrypteerde steen bevat de sleutel omtrent de mysteries van de gouden kroon. De koning van Nibana geeft deze steen aan je als je de brief afgeeft.
- Letter for Nibana: deze brief kun je vinden in het kasteel van Radactian nadat Alex zijn broer Egle heeft bevrijd.

### Overige voorwerpen
- Suisui Boat: wanneer je bij de rivier komt krijg je een speciale speedboat om het water over te steken. De boat is uitgerust met raketten.
- Telepathy Ball: deze mysterieuze bal laat zien wat je tegenstanders denken. Dit is vooral handig in het Jankenspel zodat je kunt zien wat je tegenstanders zullen kiezen.

## Trucs

### Jankenspel
Elke keer dat je Janken of zijn helpers tegenkomt dagen ze je uit voor een game van schaar/papier/steen, oftewel het Jankenspel.
Zo werkt het spel: Papier is sterker dan steen maar zwakker dan schaar. Schaar is sterker dan papier maar zwakker dan steen. Steen is sterker dan schaar maar zwakker dan papier. Alex en zijn tegenstander kiezen tegelijkertijd een van de drie (schaar, papier, steen). Degene die de sterkste is wint een ronde. Als zowel de tegenstander als Alex hetzelfde kiezen is er sprake van gelijkspel. Degene die het eerst 2 rondes wint heeft gewonnen. Als Alex 2 rondes verliest, verliest hij een leven.
In totaal moet Alex 7 keer het Jankenspel spelen. Dit zijn de juiste combinaties om te winnen:
- Gooseka the Slippery 1: STEEN - SCHAAR
- Parplin the Pursuer 1: SCHAAR - PAPIER
- Chokkina the Sly 1: STEEN - SCHAAR
- Gooseka the Slippery 2: PAPIER - PAPIER
- Parplin the Pursuer 2: STEEN - STEEN
- Chokkina the Sly 2: STEEN - SCHAAR
- Janken the Great: PAPIER - PAPIER

Indien er ook maar één ronde gemist wordt, verandert de gehele opeenvolgende reeks combinaties voor de rest van het spel willekeurig.

### Verborgen doorgang
In Lake Fathom (level 3), als je bij de eerste octopus komt, dood het door de tentakelsegmenten te slaan, of gebruik teleportpowder en sla zijn gezicht tweemaal. Zwem daarna in de pot waarop de octopus zat. Dit zal je een alternatieve route doen maken via een ondergronds meer, die leidt naar een geheim level met veel geld en een extra leven.

### Laatste kamer
Wanneer je in de laatste kamer met de paarse boxen arriveert, op de bodem van Cragg Lake, dien je in deze volgorde op de boxen te stappen: SUN, WAVES, MOON, STAR, SUN, MOON, WAVES, FISH, STAR, FISH. Als je de combinatie succesvol uitvoert verschijnt de gouden kroon in het scherm. Als je een foute box aanraakt zal er een spook verschijnen die je zal doden.

## Ontvangst
Het eerste spel in de serie ontving positieve recensies. IGN gaf het spel een 9,0 en benoemde het als beste speltitel voor de Sega Master System. Ook NintendoLife was positief en gaf de klassieker een score van 7/10. Kritiek was er op de matige en rommelige opvolgers in de serie.
| Beoordeeld door        | Platform            | Datum            | Score |
| ---------------------- | ------------------- | ---------------- | ----- |
| Génération 4           | SEGA Master System  | 1987             | 99%   |
| GamesCollection        | SEGA Master System  | 21 juni 2008     | 90%   |
| Retrogaming History    | SEGA Master System  | 22 januari 2008  | 90%   |
| IGN                    | Wii Virtual Console | 23 juni 2008     | 90%   |
| Jeuxvideo.com          | SEGA Master System  | 19 januari 2010  | 85%   |
| Defunct Games          | SEGA Master System  | 9 september 2006 | 84%   |
| Game Informer Magazine | SEGA Master System  | februari 2002    | 82%   |
| GameCola.net           | SEGA Master System  | maart 2005       | 80%   |
| 1UP!                   | SEGA Master System  | 2 november 2004  | 73%   |
| Tilt                   | SEGA Master System  | januari 1988     | 65%   |

## Trivia
- Het spel is opgenomen in het boek 1001 Video Games You Must Play Before You Die van Tony Mott.